# Hypersypnoides congoensis
Hypersypnoides congoensis là một loài bướm đêm trong họ Erebidae.